# Шиман, Карл Христианович
Карл Христиан (Карл Христианович) Шиман (нем. Carl Christian Schiemann; 5 [16] сентября 1763, Митава — 17 [29] марта 1835, Митава) — российский врач из балтийских немцев; доктор медицины. Прадед великого советского хирурга Эрика Романовича Гессе расстрелянного чекистами в 1938 году.

## Биография
Родился 5 (16) сентября 1763 года в городе Митаве в семье местного адвоката Александра Фридриха Шимана и его жены Катарины (урожденной Андре). По окончании курса Митавской гимназии, в 1782 году он поступил на медицинский факультет в Гёттингенский университет. В 1786 году Шиман удостоился там докторского звания, после чего работал под руководством выдающихся европейских врачей. 
В 1787 году он вернулся в Митаву и проживал в ней в качестве практикующего врача. В 1795 году, по распоряжению Курляндского губернатора графа Палена, Шиман исследовал серный колодец в Балдоке. Несколько месяцев спустя он предпринял путешествие по Германии и Австрии, затем вернулся обратно в Митаву. Он составил подробное описание своих исследований колодезной воды, которое появилось в печати лишь в 1799 году. Своё сочинение он послал Государю, за что получил перстень с алмазом. 
С 1800 года Шиман чрезвычайно энергично занимался прививанием от оспы в Курляндии и для этой цели в 1804 году основал вместе с Виншем (нем. Hofrat Christian Ulrich Wünsch) институт для бесплатного прививания от оспы. В 1823 году Шиман отправился на лечение в Бад-Эмс.
Он состоял почётным членом Московского общества естествоиспытателей, Физического общества в Гёттингене и Минералогического общества в Йене, также он был членом Медицинского общества в Эдинбурге и Курляндского общества литературы и искусств.
Карл Христианович Шиман умер 17 [29] марта 1835 года в родном городе.

## Семья
18 декабря 1792 года в Митаве он женился на Шарлотте Кристиане фон Резон, дочери Фридриха Вильгельма фон Райзона, которая умерла в 1795 году.
20 апреля 1798 года в Сьюсте (Курляндия) он повторно женился на Элизабет Вильперт, которая умерла в 1799 году.
В 1801 году он снова женился на Агнесе Бенигне Вильперт — сестре предыдущей; обе были дочерьми лютеранского священника Кристиана Георга Вильперта (1742—1813).
Дети:
- Карл Фридрих (1805—1845);
- Теодор (1810—1853).